# 社会思想
社会思想（しゃかいしそう、英: Social thought）とは、社会についての思想的考察を指す。

## 社会思想とは

### 一般の社会思想論
森羅万象の現象を自然、社会、人間と三分すれば、それぞれについての考え方、思想というものは、「自然についての思想」「社会についての思想」「人間についての思想」の三つになる。そのうちの「社会についての思想」が一般に「社会思想」と言われるものである。その思想なるものは、単なる思いつきや断片的なエッセイではなく、まとまりのある一つの主張として、記述されたものでなければならない。

### 河合栄治郎の社会思想モデル
古今東西の社会思想の中で、独自の社会思想を構築した者は多いが、その中で社会思想とはどういうもので、どういう要素を備えたものでなければならないか、いわば社会思想類型論を唱えた者としては、日本の河合栄治郎が特筆である。河合によると、広義の社会思想は次の四つの要素を備えている。そのうちの③社会思想が狭義の社会思想である。
- ①「世界観・哲学」＝例えば本体論（現用語では存在論）、認識論、欲望論（哲学的人間観）、道徳哲学、社会哲学
- ②「現存社会の分析・解剖」＝例えば社会理論、経済理論（社会科学）
- ③「社会思想」＝現存社会への保守、改革の態度＝例えば保守主義、自由主義、社会改良主義、社会主義[2]
- ④「政治思想」＝対案である社会秩序の実現方法＝例えば議会主義、暴力革命主義、独裁主義

河合はマルクス主義の体系、ベンサムの体系、J・S・ミルの体系などを調べて、優れた社会思想の体系は上記のような構造になっていることを突き止めた。ただ、各社会思想家によって、力点の置き方が異なっていたりするのは事実である。例えば、②現存社会の分析・解剖や④政治思想なしに③社会思想だけを唱えたのが空想的社会主義であり、①、②、③、④がバランスよくすべての分野で理論を持っているのが、マルクス主義やベンサム、ミル思想である。今のところ、この四要素説に代わるべき考え方は誰からも出されていない。

### マルクス主義の社会思想体系
河合モデルによりマルクス主義の社会思想体系を分析すれば、次のようになる。
- ①世界観・哲学＝唯物弁証法の存在論、模写説の認識論、自然主義の欲望論、階級道徳論の道徳哲学、集団主義の社会哲学
- ②現存社会の分析・解剖＝マルクス経済学
- ③社会思想＝社会主義（将来は共産主義）
- ④政治思想＝暴力革命主義、プロレタリア独裁主義[4]

### イギリス労働党の社会思想体系
河合モデルによりイギリス労働党の社会思想体系を分析すれば、次のようになる。
- ①世界観・哲学＝唯心論の存在論、観念論の認識論、理想主義の欲望論、理想主義の道徳哲学、個人主義の社会哲学[5]
- ②現存社会の分析・解剖＝土地理論と限界効用説
- ③社会思想＝社会主義
- ④政治思想＝議会主義[6]

### 社会思想と他の用語との関係
「社会思想」と「政治思想」の違いは、河合のモデルから言えば、目的と手段の関係にある。つまり社会思想は目的であり、政治思想は目的達成の手段、方法である。現実の思想では目的を述べるとともに、手段についても述べることが多く、社会思想であるとともに、政治思想であることが多い。
現在問題となっているのは哲学、倫理学、法哲学、政治哲学、経済哲学などで影響を増しつつある「正義論」と「社会思想」との違いである。どちらも理想の社会とか状態を述べるが、社会思想はその社会像を述べるのに対して、正義論は原理を述べる。具体的な著作で比較すれば、社会思想書では現存社会の分析や政治思想や社会運動をも加えて叙述するのに対して、正義論の書ではそういう叙述はなく、原理の可否、妥当性のみを論ずる。

## 社会思想史とは

### 社会思想史の類型
以上の社会思想を人類の最初から現代にまで一望のもとに眺め見るのが社会思想史である。その社会思想史をどのように叙述するべきか。河合の社会思想モデルによれば、各思想家ごと、あるいは各流派ごとに、①世界観・哲学、②現存社会の分析・解剖、③社会思想、④政治思想を述べていくことになる。
現実の社会思想史書では、そのようになっているものは少ない。現実の社会思想史書を類型化した研究書に高島善哉、水田洋、平田清明『社会思想史概論』（1962年）があり、そこでは次の類型が示されている。
- ①社会的現実の側から接近するもの
  - Ａ社会問題対策としての社会思想＝日本で言えば河合栄治郎、大河内一男
  - Ｂ社会主義思想としての社会思想＝同じく小泉信三
- ②個別科学史から社会の総体把握へ＝同じく新明正道[9]
- ③哲学的世界観的な側面から＝同じく淡野安太郎[10]
- ④思想家の体系の歴史への批判から＝同じく大塚久雄

現実的な分類法としては、Ⅰ上記①Ｂの変革思想つまり社会主義思想のみを取り扱うものと、Ⅱそれにプラスするに改良や保守をも対象とするもの、Ⅲそれ以外のものの三分法が分かりやすい。

### 日本での社会思想史の著作
日本で最初に著書の名称に「社会思想史」を使用したのは河合栄治郎である。河合著の『社会思想史研究第一』（岩波書店、1923年）がそれである。
日本で刊行された、社会思想史と銘打った書物は大正時代以降150冊を超えるが、そのうち西洋一国ではなく、西洋全体を扱ったもので、編書ではなく、著者単独によるものとしては、次がある。そのうち、何を社会思想史の対象とするかの説明記述があるのは少ないが、中身によって判断するしかない。上記三分法によって社会思想史書を分類記述すれば、次のようになる。

### Ⅰ社会主義史としての社会思想史
- 小泉信三『近世社会思想史大要』岩波書店、1926年
- 波多野鼎『社会思想史概説』春秋社、1950年
- 住谷悦治『社会思想史』ミネルヴァ書房、1958年
- 湯川和夫『社会思想史』現代哲学全書第14巻、青木書店、1959年
- 穂積文雄『近代社会思想史』現代経済学全集第7巻、ミネルヴァ書房、1965年
- 内海洋一『社会思想案内』新有堂、1977年
- 吉田忠雄『社会思想史――民主主義・議会主義の視座から』敬正社、1986年

### Ⅱ社会主義に自由主義なども加えた社会思想史
- 佐野学『西洋社会思想史』九州書院、1947年
- 大河内一男『社会思想史』正続、有斐閣、正1951年、続1954年
- 淡野安太郞『社会思想史』勁草書房、1952年
- 城塚登『近代社会思想史』東京大学出版会、1960年
- 出口勇蔵『近代社会思想史』経済学全集第2巻、筑摩書房、1967年、
- 北村豊作『社会思想史論』酒井書店、1968年
- 関嘉彦『社会思想史十講――自由主義・民主主義・社会主義』有信堂、1970年、
- 山本誠作『西洋社会思想史』松籟社、1983年、
- 山脇直司『ヨーロッパ社会思想史』東京大学出版会、1992年
- 多田真鋤『ヨーロッパ近代政治社会思想史』慶応義塾大学出版会、1996年

### Ⅲその他の社会思想史
- 本田喜代治『社会思想史――あるいは思想の社会史』東京倍風館、1951年[12]
- 平井新『社会思想史研究』塙書房、1960年[13]
- 生松敬三『社会思想の歴史――ヘーゲル・マルクス・ウェーバー』ＮＨＫ市民大学叢書、日本放送出版協会、1969年[14]
- 藤川吉美『社会思想史――価値基準の進化、正義の研究』成文堂、1997年[15]
- 野尻武敏『経済社会思想史の地平』晃洋書房、2011年[16]

## 社会思想史で採り上げるべき事項
社会思想史で採り上げるべき事項としては、何が社会思想なのかの考えによって変わってくるが、一般的には次の事項が指摘できよう。

### 古代ギリシア
- ソクラテス
- プラトン
- アリストテレス

### 前近代の中国
- 儒教思想
- 法家思想
- 農家思想
- 経世致用の学

### 前近代の日本
- 経世論
- 古農書の思想

### 近代ヨーロッパ
- ルネサンス（ヒューマニズム）
- 宗教改革
- 自然法思想
- イギリス経験論（イギリスの社会契約論）
- イギリス革命
- 旧合理論、 新合理論
- フランス啓蒙思想（フランスの社会契約論）
- フランス革命
- ドイツ観念論
- 産業革命（チャーチスト運動）
- 空想的社会主義（ユートピア社会主義）
- ロマン主義
- イギリス自由主義（功利主義など）
- マルクス主義（共産主義）
- 修正社会主義（ドイツ社会主義、修正主義論争、サンディカリズムなど）
- 無政府主義（アナーキズム）
- ロシア革命（ボルシェヴィズム）
- イギリス社会主義（フェビアン主義）
- 国際社会主義運動
- 福祉国家
- リベラリズム
- リバータリアニズム（新自由主義）
- コミュニタリアニズム（共同体主義）